# 船舶司令部

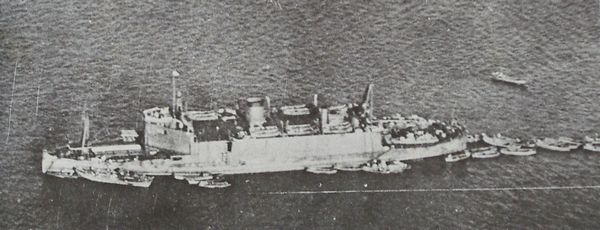
1938年10月、当時の第1船舶輸送司令部隷下の第1揚陸団に属し日中戦争のバイアス湾上陸作戦従軍中の帝国陸軍船舶部隊の特殊船「神州丸（神洲丸）」。上陸用舟艇母船（揚陸艦）である本船は船尾ハッチ等から大発・小発を発進ないし収容中。後部甲板には装甲艇ないし高速艇甲が搭載されている

船舶司令部（せんぱくしれいぶ）は、戦時における軍隊・物資等の船舶輸送を指揮統率した大日本帝国陸軍の組織。帝国陸軍における軍隊符号は「SeC」。
船舶司令部が統括した陸軍船舶部隊は、各隊に与えられていた通称号の兵団文字符「暁」から「暁部隊」と通称された。

## 概要
平時における陸軍の船舶および鉄道による輸送を担当する官衙たる陸軍運輸部は、1904年（明治37年）4月に台湾陸軍補給廠を改編して設置された。
日中戦争（支那事変）開戦に伴い1937年（昭和12年）8月、第1船舶輸送司令部が動員され、司令部を広島県宇品に置いた。同司令官を運輸部長が兼務し、運輸部が平時の業務を、第1船舶輸送司令部が戦時の業務を担当した。暁の通称号は、1884年からの宇品港建設を推進した当時の県令千田貞暁の名から取られたという。
1940年（昭和15年）6月、第1船舶輸送司令部が復員し、船舶輸送司令部を臨時編成し、支部を大泊・小樽・東京・新潟・敦賀・大阪・神戸・門司・釜山・羅津・大連・高雄の12箇所に設置。同司令官は引き続き運輸部長が兼務した。
太平洋戦争（大東亜戦争）突入後の1942年（昭和17年）7月、船舶輸送司令部を軍司令部と同格の組織である船舶司令部に改編した。また、船舶部隊の改編も行われ、第1船舶輸送司令部（大本営直轄船舶の輸送、内地・台湾・朝鮮方面）、第2船舶輸送司令部（中国方面）、第3船舶輸送司令部（南方方面）、および上陸作戦部隊を統一した組織として船舶兵団を新たに編成した。同年11月、ソロモン諸島・ニューギニア島方面の戦況に対応するため第4船舶輸送司令部を編成。
1943年（昭和18年）12月、アメリカ軍のニューギニア・オーストラリア方面への進出に対応するため第5船舶輸送司令部が編成されたが、半年後にはアリューシャン列島方面の戦況悪化のため北海道に転用され、第3船舶輸送司令部がその後の任務を継承した。さらに1945年（昭和20年）1月、台湾・沖縄方面を対応する第7船舶輸送司令部を編成。
大戦末期の1945年（昭和20年）5月には、新設された大本営海運総監部が全船舶を国家船舶として一括管理することになり、陸軍・海軍、軍需省、運輸通信省海運総局、船舶運営会の実務者が宇品に集められた。これに伴い陸海軍の徴用船は6月に原則として徴用解除され、100トン以上の全ての汽船が国家指定船となった。制度としては野村直邦海運総監が国家指定船の運用について指示権を持っていたが、実務的には船舶司令官の指揮下で国家指定船の統一運用が行われた。終戦時にはアメリカ軍の飢餓作戦などにより日本の海運は壊滅状態であった。
陸軍船舶部隊における、ラテン文字からなる軍隊符号中の略字は「船舶」を示す「Se」を冠し、船舶司令部が「SeC」、船舶輸送司令部が「SeU」、船舶兵団司令部が「SeH」、船舶団司令部が「SeD」、揚陸隊が「SeY」、船舶工兵連隊が「SeP」、船舶通信連隊が「SeTL」、船舶砲兵連隊が「SeA」、船舶衛生隊本部が「SeE」等。

### 原爆投下と船舶司令部・暁部隊
1945年（昭和20年）8月6日の広島市への原子爆弾投下に際し、爆心地から至近距離にあった広島城周辺に駐屯する、中国軍管区司令部を初めとする陸軍部隊は直撃を受けて壊滅、藤井洋治司令官は被爆死した。広島駅北側の東練兵場に駐屯していた第2総軍司令部は壊滅は免れたが大きな被害を受け、ほとんど機能停止に陥った。また地方官庁たる中国地方総監府・広島県庁・広島市役所も大きな被害を受け（特に爆心地近くの水主町に所在（当時）していた県庁は完全に壊滅した）、大塚惟精地方総監・粟屋仙吉市長が被爆死したため、行政機能もほとんど停止した。6日夕刻になって市外への出張で難を免れていた高野源進知事のもとで比治山麓の多聞院に臨時県防空本部が発足した。
この結果、爆心地から4キロメートル前後離れていた宇品に駐屯し大きな被害を受けなかった船舶司令官（佐伯文郎陸軍中将）が、翌7日以降「広島警備本部」として市内の救援活動や警備活動の指揮をとることとなり県庁・県防空本部を指揮下に入れた。麾下の暁部隊は市内での活動に総動員され、これに従事した部隊員の中から多くの二次被爆者を出すことになった。
被害を受けた広島電鉄の復旧のため、部隊が所有していたマスト300本が電柱として利用された。

## 沿革
- 1904年（明治37年）4月 台湾陸軍補給廠を改編し陸軍運輸部を設置。
- 1937年（昭和12年）8月 第1船舶輸送司令部を動員。運輸部長が司令官を兼務。
- 1940年（昭和15年）6月 第1船舶輸送司令部が復員し、船舶輸送司令部を臨時編成。支部を大泊・小樽・東京・新潟・敦賀・大阪・神戸・門司・釜山・羅津・大連・高雄の12箇所に設置。同司令官は運輸部長が兼務。
- 1942年（昭和17年）7月 船舶輸送司令部を船舶司令部に改編。船舶兵団・第1船舶輸送司令部・第2船舶輸送司令部・第3船舶輸送司令部を編成。
  - 11月 第4船舶輸送司令部を編成。
- 1943年（昭和18年）2月 陸軍船舶練習部を編成。
  - 8月 野戦船舶本廠を設置。
  - 12月 第5船舶輸送司令部を編成。
- 1944年（昭和19年）7月 第4船舶輸送司令部復員
  - 10月 船舶兵団司令部を教育船舶兵団司令部に改編。
  - 11月 船舶砲兵団司令部を編成。
- 1945年（昭和20年）1月 第7船舶輸送司令部を編成。
  - 8月 船舶司令部、広島市への原爆投下を受け負傷者の救護・救援活動を実施。
  - 11月 日本の敗戦・陸軍解体により陸軍運輸部廃止

## 歴代司令官
歴代司令官は陸軍運輸部長を兼務。
第1船舶輸送司令官
- 松田巻平 中将：1937年7月30日 -
- 田尻昌次 中将：1938年3月1日 -
- 上月良夫 中将：1940年3月9日 - 1940年6月8日

船舶輸送司令官
- 上月良夫 中将：1940年6月8日 -
- 佐伯文郎 少将：1940年9月28日 - 1942年7月9日

船舶司令官
- 佐伯文郎 中将：1942年7月9日 -
- 鈴木宗作 中将：1943年4月8日 -
- 佐伯文郎 中将：1944年7月28日 -

なお、秘密兵器である特種船「神州丸」には複数の秘匿船名が与えられており、初期のその一つである「MT（M.T.)」は命名当時の第1船舶輸送司令官松田巻平（初代）・田尻昌次（二代）両陸軍中将の姓のイニシャル「Matsuda・Tajiri」から取られたものであった。

## 司令部構成
船舶輸送司令部（宇品）
- 参謀長：渡辺信吉 大佐 1940年6月7日 -
- 高級参謀：北村可大 大佐
- 高級副官：小倉慶治 中佐

船舶司令部（宇品）
- 参謀長
  - 物部長鉾 少将：1942年7月9日 -
  - 磯矢伍郎 少将：1943年8月25日 -
  - 馬場英夫 少将：1945年2月1日 -
- 高級参謀
  - 北村可大 大佐：1942年7月9日 -
  - 上野滋 中佐：1943年7月1日 -
  - 篠原優 中佐：1944年12月11日 -
- 高級副官
  - 鈴木文雄 中佐：1942年7月9日 -
  - 松野菊仙 大佐：1942年9月30日 -
- 兵器部長
  - 村井泉一 大佐：1942年7月9日 -
  - 権藤恕 少将：1943年8月25日 -
  - 梶秀逸 大佐：1944年12月30日 - 1945年3月16日
  - 北村可大 少将：1945年3月16日[11] -
- 経理部長
  - 大竹亥八 主計大佐：1942年7月9日 -
  - 前野長一 主計大佐：1944年3月1日 -
- 軍医部長
  - 島津清志 軍医大佐：1942年7月9日 -
  - 渡辺廉 軍医大佐：1944年4月8日 -
- 獣医部長
  - 築瀬元 獣医大佐：1942年7月9日 -
- 法務部長
  - 原憲治 法務中佐：1942年7月9日 -
  - 津村幹三 法務大佐：1943年6月24日 -

## 隷下部隊

### 船舶輸送司令官隷下
- 中支那船舶隊
- 中支那碇泊場監部
  - 中支那船舶資材廠
  - 第101碇泊場司令部
  - 第102碇泊場司令部
  - 第105碇泊場司令部
- 南支那碇泊場監部
- 第1碇泊場監部
- 第1揚陸団司令部
  - 独立工兵第6連隊
  - 独立工兵第10連隊
  - 独立工兵第28連隊
- 第2揚陸団司令部
  - 独立工兵第11連隊
  - 独立工兵第14連隊

- 船舶高射砲第1連隊
- 船舶高射砲第2連隊
- 独立工兵第26連隊
- 泛水作業隊
- 船舶通信連隊
- 第1船舶工作廠
- 第2船舶工作廠
- 第3船舶工作廠
- 第5碇泊場司令部
- 第14碇泊場司令部
- 第32碇泊場司令部
- 第37碇泊場司令部
- 第38碇泊場司令部
- 第40碇泊場司令部
- 第41碇泊場司令部
- 第42碇泊場司令部

- 第43碇泊場司令部
- 第44碇泊場司令部
- 第45碇泊場司令部
- 第46碇泊場司令部
- 第48碇泊場司令部
- 第49碇泊場司令部
- 第50碇泊場司令部
- 第52碇泊場司令部
- 第54碇泊場司令部
- 第55碇泊場司令部
- 第57碇泊場司令部
- 第106碇泊場司令部
- 第107碇泊場司令部
- 第1海上輸送監視隊
- 第1野戦建築隊
- 近衛師団後備歩兵第6大隊

### 船舶司令官隷下
※最終
- 船舶通信第5大隊
- 船舶通信第6大隊
- 船舶通信第7大隊
- 船舶工兵第16連隊
- 船舶工兵第41連隊
- 船舶工兵第43連隊
- 船舶工兵第44連隊
- 船舶工兵第47連隊
- 船舶工兵第48連隊
- 船舶工兵第49連隊
- 船舶工兵第50連隊
- 船舶工兵第58連隊

- 海上挺進第30戦隊
- 第1機動輸送隊本部
- 第2機動輸送隊本部
- 海上輸送第13大隊
- 海上輸送第14大隊
- 海上輸送第16大隊
- 海上輸送第17大隊
- 海上輸送第18大隊
- 海上輸送第19大隊
- 海上輸送第20大隊

- 高速輸送第1大隊
- 第1潜航輸送隊
- 第2潜航輸送隊
- 海上駆逐第1大隊
- 第59碇泊場司令部
- 第60碇泊場司令部
- 第35野戦勤務隊
- 船舶陸軍拘禁所
- 船舶臨時軍法会議

#### 船舶兵団
- 編成：1942年7月7日
- 復員：1944年10月30日 → 教育船舶兵団司令部に改編
- 司令部所在地：セブ島 → 宇品
- 兵団長
  - 桜田武 少将：1942年7月9日 -
  - 物部長鉾 少将：1943年8月25日 -
  - 沢田保富 少将：1944年4月1日 -

当初所属部隊
- 第1船舶団司令部（ハンサ）
  - 船舶工兵第1連隊
  - 第1揚陸隊
- 第2船舶団司令部（ウェワク）
  - 船舶工兵第2連隊
  - 第2揚陸隊
- 第3船舶団司令部
  - 船舶工兵第6連隊
  - 第6揚陸隊

最終所属部隊
- 船舶工兵第16連隊
- 船舶工兵第17連隊
- 船舶工兵第18連隊
- 船舶工兵第19連隊
- 船舶工兵第1野戦補充隊（セブ島）

#### 教育船舶兵団司令部
- 編成：1944年10月
- 司令部所在地：宇品
- 兵団長
  - 沢田保富 少将：1944年10月13日 -

所属部隊
- 船舶工兵第1連隊補充隊
- 船舶工兵第6連隊補充隊
- 船舶工兵第9連隊補充隊
- 海上駆逐隊補充隊
- 船舶特別幹部候補生隊
- 船舶通信隊補充隊
- 機動輸送隊補充隊

#### 第1船舶輸送司令部
- 編成：1942年7月
- 司令部所在地：門司
- 司令官
  - 芳村正義 少将：1942年7月14日 -
  - 田辺助友 少将：1943年8月2日 -

最終所属部隊
- 釜山支部
- 高雄支部
- 大阪支部
- 広島支部
- 神戸支部
- 基隆支部
- 北九州支部
- 敦賀支部

- 南九州支部
- 大連支部
- 北鮮支部
- 新潟支部
- 北陸支部
- パラオ支部
- 山陰支部
- 船舶通信第2大隊
- 船舶工兵第36連隊

#### 第2船舶輸送司令部
- 編成：1942年7月
- 司令部所在地：上海
- 司令官
  - 沢田保富 少将：1942年7月11日 -
  - （兼）田辺助友 少将：1943年12月3日 -
  - 伊藤忍 少将：1944年2月14日 -

最終所属部隊
- 上海支部
- 南京支部
- 漢口支部
- 第65碇泊場司令部（上海）
- 第67碇泊場司令部（蘇州）

- 船舶工兵第29連隊
- 船舶工兵第33連隊
- 海上輸送第12大隊
- 船舶通信第4大隊
- 第6野戦船舶廠

#### 第3船舶輸送司令部
- 編成：1942年7月
- 司令部所在地：昭南 → マニラ
- 司令官
  - 北沢貞治郎 少将：1942年7月9日 -
  - 稲田正純 少将：1944年10月16日 -
  - 渡辺三郎 少将：1945年4月1日 -

最終所属部隊
- 船舶通信連隊
- 船舶工兵第10連隊
- 船舶工兵第11連隊
- 船舶工兵第13連隊
- 船舶工兵第14連隊
- 船舶工兵第15連隊
- 船舶工兵第20連隊
- 第10揚陸隊
- 第12揚陸隊
- 第13揚陸隊

- 海上輸送第1大隊
- 海上輸送第3大隊
- 海上輸送第7大隊
- 第2野戦船舶廠
- 第38碇泊場司令部
- 第48碇泊場司令部
- 第62碇泊場司令部
- 第66碇泊場司令部
- 第70碇泊場司令部

#### 第4船舶輸送司令部
- 編成：1942年11月24日
- 復員：1944年7月8日
- 司令部所在地：ラバウル
- 司令官
  - 坂本末雄 少将：1942年12月1日 - 1944年7月1日[12]

所属部隊
- 第45碇泊場司令部
- 第49碇泊場司令部
- 第1船舶輸送司令部パラオ支部
- 第2船舶輸送地区隊司令部（マニラ）
- 第44碇泊場司令部
- 第52碇泊場司令部

#### 第5船舶輸送司令部
- 編成：1943年12月
- 司令部所在地：ダバオ → 小樽
- 司令官
  - 沢田保富 少将：1943年12月3日 -
  - 渡辺信吉 少将：1944年4月17日 -
  - 鈴木敬司 少将：1945年2月1日 -

最終所属部隊
- 小樽支部
- 第3船舶団司令部
- 船舶工兵第6連隊
- 船舶工兵第27連隊
- 船舶工兵第57連隊
- 船舶通信第1大隊
- 海上輸送第6大隊
- 第6揚陸隊

- 第4野戦船舶廠
- 第30碇泊場司令部
- 第53碇泊場司令部

#### 陸軍船舶練習部
- 編成：1943年2月
- 所在地：宇品
- 部長
  - 物部長鉾 少将：1943年2月3日 -
  - 馬場英夫 少将：1943年8月25日 -
  - 渡辺信吉 少将：1945年2月1日 -
  - 芳村正義 中将：1945年5月7日 -

所属部隊
- 船舶幹部候補生隊
  - 隊長
    - 村中四郎 大佐：1944年4月1日 -
    - 垂水正友 大佐：1945年2月26日 -

#### 船舶砲兵団司令部
- 編成：1944年11月
- 砲兵団長
  - 三島義一郎 少将：1944年11月2日 -
  - 中井千万騎 少将：1945年4月1日 -

所属部隊
- 船舶機関砲第1連隊
- 船舶機関砲第2連隊
- 船舶砲兵第1連隊
- 船舶砲兵第2連隊
- 船舶情報連隊
- 船舶砲兵教導隊

#### 野戦船舶本廠
- 編成：1943年8月
- 所在地：宇品
- 本廠長
  - （兼）権藤恕 少将：1943年8月25日 -
  - （兼）梶秀逸 大佐：1944年12月30日[13] -
  - 梶秀逸 少将：1945年3月16日[14] -

所属部隊
- 船舶整備教育隊
- 第9野戦船舶廠
- 第10野戦船舶廠
- 第11野戦船舶廠

## ドキュメンタリー
- BSスペシャル「破綻の航跡　〜“暁の宇品”　陸軍船舶部隊の戦争〜」（2024年12月5日、NHK-BS）[15][16]